# Maple Leaf Stadium
Le Maple Leaf Stadium est un ancien stade de baseball et de football de Toronto, ville de la province canadienne de l'Ontario. 

## Historique
Il a été construit en 1926, sur le site d'un stade construit en 1906, pour être le domicile des Maple Leafs de Toronto, club de baseball professionnel ayant évolué en Ligue internationale de 1896 à 1967. Il a été en 1965 le premier domicile des Rifles de Toronto (en), club de football américain de la Continental Football League (en), et a aussi été utilisé pour le football canadien entre 1926 et 1955.
Le site a été détruit en 1968.

## Description
Il était situé à l'extrémité sud de la rue Bathurst, sur les rives du lac Ontario. 